# Musti (Rapperin)
Ugbad Mustafa Yusuf Noor (* 9. März 2001 in Oslo) ist eine norwegische Rapperin, die unter den Namen Musti oder Ugbad Musti auftritt.

## Leben
Musti wuchs mit sieben Geschwistern im Osloer Stadtteil Tøyen auf. Ihr Großvater war Bürgermeister der somalischen Stadt Burao. Da ihre Familie zwischen 2004 und 2011 in der englischen Stadt Milton Keynes ansässig war, begann sie ihre Schulzeit in England. Im Alter von 12 Jahren verbrachte sie elf Monate in Somalia, wo ihre Familie Mustis Großvater bis zu dessen Tod pflegte. Zunächst schrieb sie englische Liedtexte, nach eigenen Angaben, weil ihr norwegischer Wortschatz aufgrund der Zeit in England zu gering war. Später wechselte sie zur norwegischen Sprache.
Im Jahr 2019 trat sie, noch bevor sie ihre erste Single veröffentlichte, bei größeren Festivals wie dem Øyafestivalen und dem Lairofestivalen auf und wurde in den Medien als eine „Zukunftshoffnung“ betrachtet. Sie war zudem als Gastbeitrag beim Lied Malaika des norwegischen Rappers Arif zu hören.
Im Februar 2020 gab sie ihr Debütalbum Qoyskayga heraus, im Juni folgte die EP Mellom høyblokkene. Im April 2020 veröffentlichte sie zudem den Kurzfilm Riyo, der in Verbindung mit ihrem Debütalbum entstand. Vor allem das Lied Gro Harlem Brundtland, in dem sie sich mit der ehemaligen norwegischen Ministerpräsidentin Gro Harlem Brundtland vergleicht, erhielt größere Aufmerksamkeit. Beim Musikpreis P3 Gull wurde sie im November 2020 in der Kategorie „Newcomer des Jahres“ ausgezeichnet. Auch beim Spellemannprisen für das Musikjahr 2020 konnte sie die Nachwuchs-Kategorie gewinnen, zudem wurde sie in der Kategorie „Hip-Hop“ ausgezeichnet. Beim im März 2021 veröffentlichten Lied Sorry des Sängers Sondre Justad steuerte sie einen Rap-Part bei. Das Lied konnte sich in den norwegischen Musikcharts platzieren. Im Jahr 2021 erhielt sie für das Jahr 2020 den Oslo bys kunstnerpris, den Kunstpreis Oslos.
An der Seite weiterer norwegischen Rapper erhielt sie in der beim norwegischen Rundfunk Norsk rikskringkasting (NRK) im Jahr 2022 erstmals ausgestrahlten Serie Flus eine Rolle. Sie übernahm dort die Rolle der Amal. Im Oktober 2022 veröffentlichte sie mit Ugbad ihr zweites Album. Das Album besteht aus sieben Liedern. Für das Album erhielt sie beim Spellemannprisen 2022 eine Nominierung in der Hip-Hop-Kategorie.
Im August 2025 zeigte sie bei einem Auftritt auf dem Øyafestivalen einen Banner mit der Botschaft „Death, Death to the IDF“ (deutsch „Tod, Tod der IDF“), was zu kritischen Reaktionen der israelischen Botschaft in Norwegen führte.

## Stil und Rezeption
Mustis Debütalbum Qoyskayga erhielt vor allem positive Kritiken. In einer Rezension bei der Zeitung Dagbladet bekam es fünf von sechs möglichen Punkten. Ihre Liedtexte im Album handeln unter anderem von ihrem Aufwachsen in einer norwegisch-somalischen Familie in verschiedenen Ländern und ihrem Dasein als aufkommende Rapperin.
Für ihr Album Ugbad erhielt sie in einer Rezension bei NRK P3 von Espen Borge fünf von sechs Punkten. Über Mustis Liedtexte schrieb er, dass diese mit „Präzision und Klugheit“ geschrieben seien, und zum Kampf auffordern. Den Sound beschrieb er als „nahezu postapokalyptisch“, der Oslo als einen „schmutzigen Asphaltdschungel, in dem funkelnde Straßenlaternen durch ein regennasses Straßenbahnfenster schimmern“ porträtiere.

## Auszeichnungen
P3 Gull
- 2020: „Newcomer des Jahres“

Spellemannprisen
- 2020: „Durchbruch des Jahres“
- 2020: „Hip-Hop“ (für Qoyskayga)
- 2021: Nominierung in der Kategorie „Musikvideo des Jahres“ (für Sorry, mit Sondre Justad)
- 2022: Nominierung in der Kategorie „Hip-Hop“ (für Ugbad)

weitere
- 2020: Oslo bys kunstnerpris
- 2021: Nominierung Bendiksenprisen[15]

## Filmografie
- 2022: Flus (Fernsehserie)

## Diskografie

### Alben
| Jahr | Titel     | Höchstplatzierung, Gesamtwochen, AuszeichnungChartsChartplatzierungen (Jahr, Titel, Platzierungen, Wochen, Auszeichnungen, Anmerkungen) | Anmerkungen |
| Jahr | Titel     | NO | Anmerkungen |
| ---- | --------- | --- | ----------- |
| 2020 | Qoyskayga | NO31 (1 Wo.)NO |             |

Weitere Alben
- 2022: Ugbad

### EPs
- 2020: Mellom høyblokkene
- 2021: Mimi

### Singles
| Jahr | Titel Album | Höchstplatzierung, Gesamtwochen, AuszeichnungChartsChartplatzierungen (Jahr, Titel, Album, Platzierungen, Wochen, Auszeichnungen, Anmerkungen) | Anmerkungen         |
| Jahr | Titel Album | NO | Anmerkungen         |
| ---- | ----------- | --- | ------------------- |
| 2021 | Sorry –     | NO13 (8 Wo.)NO | feat. Sondre Justad |

Weitere Singles
- 2020: Gro Harlem Brundtland
- 2020: On the Low
- 2020: En brennende Tesla
- 2020: Mellom høyblokkene
- 2021: Fuego (feat. Gabifuego)
- 2025: Mot i brøstet